# 坂田進
坂田進（さかた すすむ、1965年6月10日 - ）は日本の内閣府官僚。農林水産省大臣官房審議官兼消費・安全局付。

## 来歴
石川県美川町出身。金沢大学附属高等学校を経て、一橋大学社会学部卒業。
一橋大在学中に国家公務員一種試験（経済）に合格し、1990年 経済企画庁に入庁。
2015年8月18日 消費者庁総務課長。2017年10月 独立行政法人国民生活センター理事。2018年7月27日 内閣府消費者委員会事務局参事官。2019年7月9日 消費者庁審議官。
2021年9月1日に内閣府大臣官房審議官（経済財政運営担当）となり、2022年6月28日に農林水産省大臣官房審議官兼消費・安全局付。

## 略歴
- 1990年4月：経済企画庁に入庁。
- 2008年2月：内閣府政策統括官（経済財政運営担当）付参事官（国際経済担当）付企画官。
- 2008年7月：内閣府政策統括官（経済社会システム担当）付参事官（総括担当）付企画官。
- 2008年8月：内閣府政策統括官（経済財政運営担当）付参事官（国際経済担当）付企画官。
- 2009年9月：消費者庁政策調整課企画官。
- 2010年3月：消費者庁消費者情報課首席情報分析官。
- 2010年12月20日：消費者庁消費者安全課長。
- 2012年7月20日：消費者庁付。
- 2012年9月10日：内閣府大臣官房企画調整課長。
- 2013年8月9日：内閣官房内閣参事官（内閣官房副長官補（内政担当）付） 兼 内閣官房日本経済再生総合事務局参事官 兼 内閣府政策統括官（経済財政運営担当）付参事官（企画担当）。
- 2015年4月1日：内閣官房内閣参事官（内閣官房副長官補（内政担当）付） 兼 内閣官房日本経済再生総合事務局参事官 兼 内閣府政策統括官（経済財政運営担当）付参事官（企画担当） 兼 内閣府政策統括官（経済財政運営担当）付参事官（予算編成基本方針担当）。
- 2015年7月9日：内閣官房内閣参事官（内閣官房副長官補（内政担当）付） 兼 内閣官房日本経済再生総合事務局参事官 兼 内閣府政策統括官（経済財政運営担当）付参事官（企画担当）。
- 2015年8月18日：消費者庁総務課長。
- 2017年10月：独立行政法人国民生活センター理事。
- 2018年7月27日：内閣府消費者委員会事務局参事官。
- 2019年7月9日：消費者庁審議官。
- 2021年9月1日：内閣府大臣官房審議官（経済財政運営担当）。
- 2022年6月28日：農林水産省大臣官房審議官 兼 消費・安全局付。